# Park Zielona w Dąbrowie Górniczej
Park Zielona – powstał dzięki wybudowaniu w 1932 roku drogi do Łagiszy, która połączyła te tereny z centrum miasta.

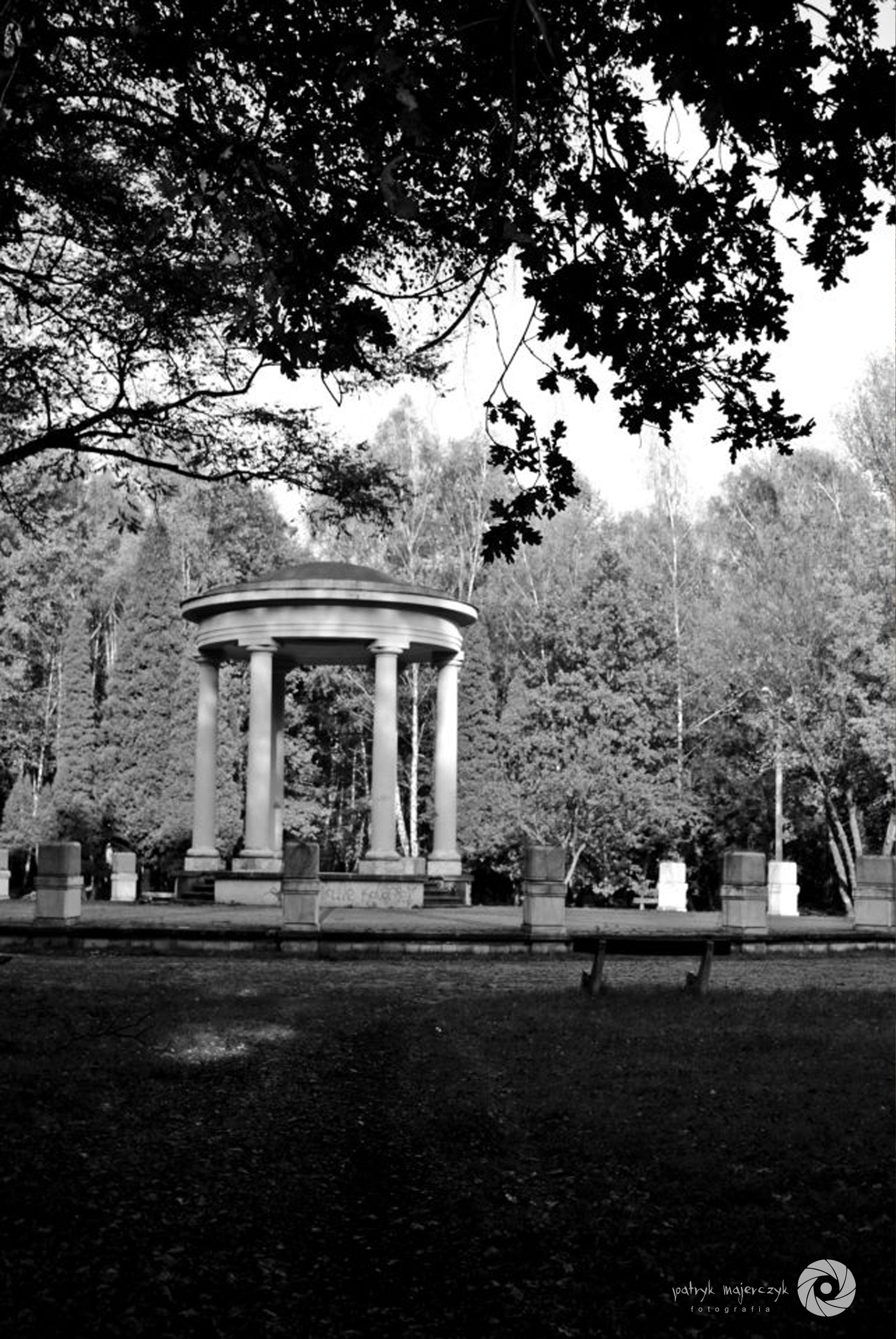

## Historia
Dawniej istniał tutaj las dębowy. Teraz rośnie tu wiele gatunków drzew liściastych. Jego całkowita powierzchnia wynosi 67 ha. Od początku jest on własnością komunalną. W pierwszym okresie miasto wytyczyło alejki oraz zatroszczyło się o wygląd centralnej części parku. Po II wojnie światowej, dzięki wykonywanym w czynie społecznym pracom mieszkańców, udało się uporządkować i przywrócić świetność całemu parkowi. Jeszcze w drugiej połowie lat sześćdziesiątych XX wieku, w parku znajdowało się dużo atrakcji. W latach 60. znajdowało się w parku małe miejskie zoo, gdzie były niedźwiedzie brunatne, jelenie, lisy oraz ptactwo. Po jeziorku można było pływać kajakiem. W parku znajdował się odkryty basen pływacki o wymiarach 20 × 50 m (obecnie nieczynny).
W 2018 roku park został wyremontowany. Inspiracją był układ parku z lat 30. XX wieku.

## Przyroda
- drzewa: brzoza, dąb
- ptaki: rudzik, zięba, sikora bogatka, drozd

Od 2004 w parku otwarto minizoo, które zostało zamknięte pod koniec 2011. Niedawno została również odnowiona fontanna, wraz z zamontowaniem nocnej iluminacji.